# تساپندورف
تساپندورف (به آلمانی: Zappendorf) یک منطقهٔ مسکونی در آلمان است که در زالتساتال واقع شده‌است. تساپندورف ۱٬۵۴۳ نفر جمعیت دارد.